# Сандалово (Вологодская область)
Сандалово — деревня в Череповецком районе Вологодской области.
Входит в состав Абакановского сельского поселения, с точки зрения административно-территориального деления — в Абакановский сельсовет.
Расстояние по автодороге до районного центра Череповца — 41 км, до центра муниципального образования Абаканово — 6 км. Ближайшие населённые пункты — Волково, Лединино, Слабеево.
По переписи 2002 года население — 17 человек.